# Bronisławów Mały
Bronisławów Mały – wieś w Polsce położona w województwie lubelskim, w powiecie łukowskim, w gminie Serokomla.
| SIMC    | Nazwa        | Rodzaj  |
| ------- | ------------ | ------- |
| 0686240 | Józefów Mały | kolonia |

Według Narodowego Spisu Powszechnego z roku 2011 wieś liczyła 36 mieszkańców.
Wierni Kościoła rzymskokatolickiego należą do parafii św. Stanisława w Serokomli.
W latach 1975–1998 miejscowość administracyjnie należała do województwa siedleckiego.